# 安德鲁·法厄
安德鲁·扎卡里·法厄（英語：Andrew Zachary Fire，1959年4月27日—）生於加利福尼亚，美国医学家，斯坦福医学院病理学和遗传学教授，2006年因与马萨诸塞大学医学院分子医学教授克雷格·梅洛在真核生物中发现RNA干扰现象，證明了雙鏈RNA能高效特異性地阻斷相應基因的表達——法厄將此稱為RNAi（RNA interference），而共同获得2006年诺贝尔生理学或医学奖。
安德鲁·法厄於1983年畢業於麻省理工學院，获得博士学位。随后在英国剑桥大学的雪梨·布伦纳教授的研究组做博士后。1986年转入美国卡耐基研究所开始关于RNA干扰的研究工作。1986年起在约翰·霍普金斯大学担任教席。
2003年，法厄在美国斯坦福医学院担任病理学和遗传学教授。